# 姚學塽
姚學塽（1766年11月11日—1826年12月19日），字晉堂，號鏡塘，浙江歸安縣人，乾隆己亥年彭大宗師科入歸安縣學第一名，己酉科拔貢，是年舉于鄉，嘉慶丙辰成進士，官內閣中書，歷任典籍、兵部武選司主事，車駕司員外郎，職方司郎中，文淵閣校理，戊辰貴州主考官，甲戌會試同考官，授朝議大夫，咸豐八年崇祀鄉賢。

## 延伸阅读
[在维基数据编辑]
 《清史稿·卷480》，出自趙爾巽《清史稿》